# Mirny (Adygeja, Maikop)
Mirny (russisch Мирный) ist ein Dorf (posjolok) in Südrussland. Es gehört zur Republik Adygeja und hat 17 Einwohner (Stand 2019). Im Ort gibt es 2 Straßen. Mirny liegt 26 Straßenkilometer westlich von Tulski (dem Verwaltungszentrum des Bezirks). Priretschny ist die nächstgelegene ländliche Ortschaft.